# FFS Arena
FFS Arena (Färs & Frosta Sparbank Arena) je naziv za višenamjensku dvoranu s pratećim sadržajima, predviđenu za održavanje sportskih, kulturnih, poslovnih i zabavnih manifestacija. Smještena je u švedskom gradu Lundu u naselju Klostergården južno od centra grada.
Početak gradnje dvorane datiran je 2. travnja 2007. godine a radovi na njoj su završeni 1. kolovoza 2008. godine.
Troškovi izgradnje dvorane su cca 120 milijuna kruna.
Svečana inauguracija obavljena je 19. kolovoza 2008. godine te se od tada u njoj redovito igra švedska liga u hokeju na ledu (šved. Allsvenskan). 
U međuvremenu su napravljene izmjene koje nisu odgovarale planovima (npr. nekoliko svlačionica je izmijeneno).  Maksimalan kapacitet je 4 000 posjetitelja na koncertima i 3 000 posjetitelja pri sportskim manifestacijama.
FFS Arena je bila domaćin natjecanja SP u rukometu 2011. godine.

## Vanjske poveznice
- Službene stranice